# Eleccions regionals de la Vall d'Aosta de 1973
Les eleccions per a renovar el Conseil de la Vallée / Consiglio Regionale de la Vall d'Aosta se celebraren el 10 de juny de 1973.

## Resultats electorals
| ← Eleccions regionals de la Vall d'Aosta, 1973 → |        |         |        |
| Partits                                          | vots   | (%)     | escons |
| Demòcrates Populars                              | 15.643 | 22,35%  | 8      |
| Democràcia Cristiana Italiana (DC)               | 14.980 | 21,40%  | 7      |
| Partit Comunista Italià (PCI)                    | 13.638 | 19,49%  | 7      |
| Union Valdôtaine (UV)                            | 8.081  | 11,55%  | 4      |
| Partit Socialista Italià (PSI)                   | 5.975  | 8,54%   | 3      |
| Union Valdôtaine Progressiste (UVP)              | 4.707  | 6,73%   | 2      |
| Partit Liberal Italià (PLI)                      | 2.052  | 2,93%   | 1      |
| Moviment Social Italià-Dreta Nacional (MSI)      | 1.452  | 2,07%   | 1      |
| Partit Socialista Democràtic Italià (PSDI)       | 1.409  | 2,01%   | 1      |
| Rassemblement Valdôtaine (RV)                    | 1.149  | 1,64%   | 1      |
| Partit Republicà Italià (PRI)                    | 904    | 1,29%   | 0      |
| Total                                            | 69.990 | 100,00% | 35     |

Fonts: Ministero dell'Interno, ISTAT, Istituto Cattaneo, Consell Regional de la Vall d'Aosta